# Tao (regione storica)
Il Tao è una regione storica situata nel territorio della moderna Turchia. Il nome deriva da quello degli abitanti, i Taochi, chiamati Taochoi dagli antichi Greci. La zona viene denominata "Tao" dai Georgiani, e Tayk dagli Armeni.